# Église Sainte-Marie-Madeleine d'Aiglun
Pour les articles homonymes, voir Église Sainte-Marie-Madeleine.
L'église Sainte-Marie-Madeleine d'Aiglun est une église catholique romane située à Aiglun, dans les Alpes-de-Haute-Provence.
L'église a été construite en 1555 sur l'un des points culminants de la commune, remplaçant ainsi une chapelle du XIIe siècle. À la suite de l'exode de la population du vieil-Aiglun et à la construction d'une nouvelle église moderne au cours du XXe siècle, l'église tombe progressivement à l'abandon et se dégrade. Elle est entièrement rénovée durant les années 2010.

## Histoire

### Construction
L'église romane de Sainte-Marie-Madeleine d'Aiglun remplace la chapelle Saint-Jean datant du XIIe siècle. Elle aurait été construite en 1555, date figurant sur le portail. Elle est située au sommet d'une colline qui surplombe la commune. Située seulement à quelques centaines de mètres en aval, il ne reste aujourd'hui que des ruines de l'ancienne chapelle.
Depuis sa construction, l'église n'aurait subi que peu de transformations avant sa restauration. Son portail d'entrée serait toutefois caractéristique du XVIe siècle, selon l'historien Raymond Collier.

### Abandon
Dès le début du XXe siècle, le vieil Aiglun, qui inclut principalement l'église, le cimetière adjacent et quelques habitations, est déserté de sa population et les bâtiments sont laissés à l'abandon, tombant ensuite en ruine. Une église moderne a ensuite été construite en 1974 dans la vallée le long de la route nationale 85, où les offices ont maintenant lieu. Une messe a lieu dans l'église romane seulement lors de la Sainte Marie-Madeleine.

### Restauration
Après la restauration de la toiture dans les années 1980, la commune réalise d'importants travaux de rénovation. Entre 2009 et 2016, les travaux incluent la réfection du dallage, le ravalement des façades et parois intérieures et extérieures, le renforcement du sol ainsi que la maçonnerie et le drainage. Les travaux atteignent un montant d'environ 484 000 euros, dont près de la moitié est financée par la commune. L’État, le conseil régional de Provence-Alpes-Côte d'Azur, le conseil départemental des Alpes-de-Haute-Provence et l'Union européenne financent le reste.

## Architecture
Sa construction emploie des techniques anachroniques : 
- portail en plein cintre ;
- la nef est voûtée en berceau brisé ;
- chœur à chevet plat, voûté plus bas que la nef[5].

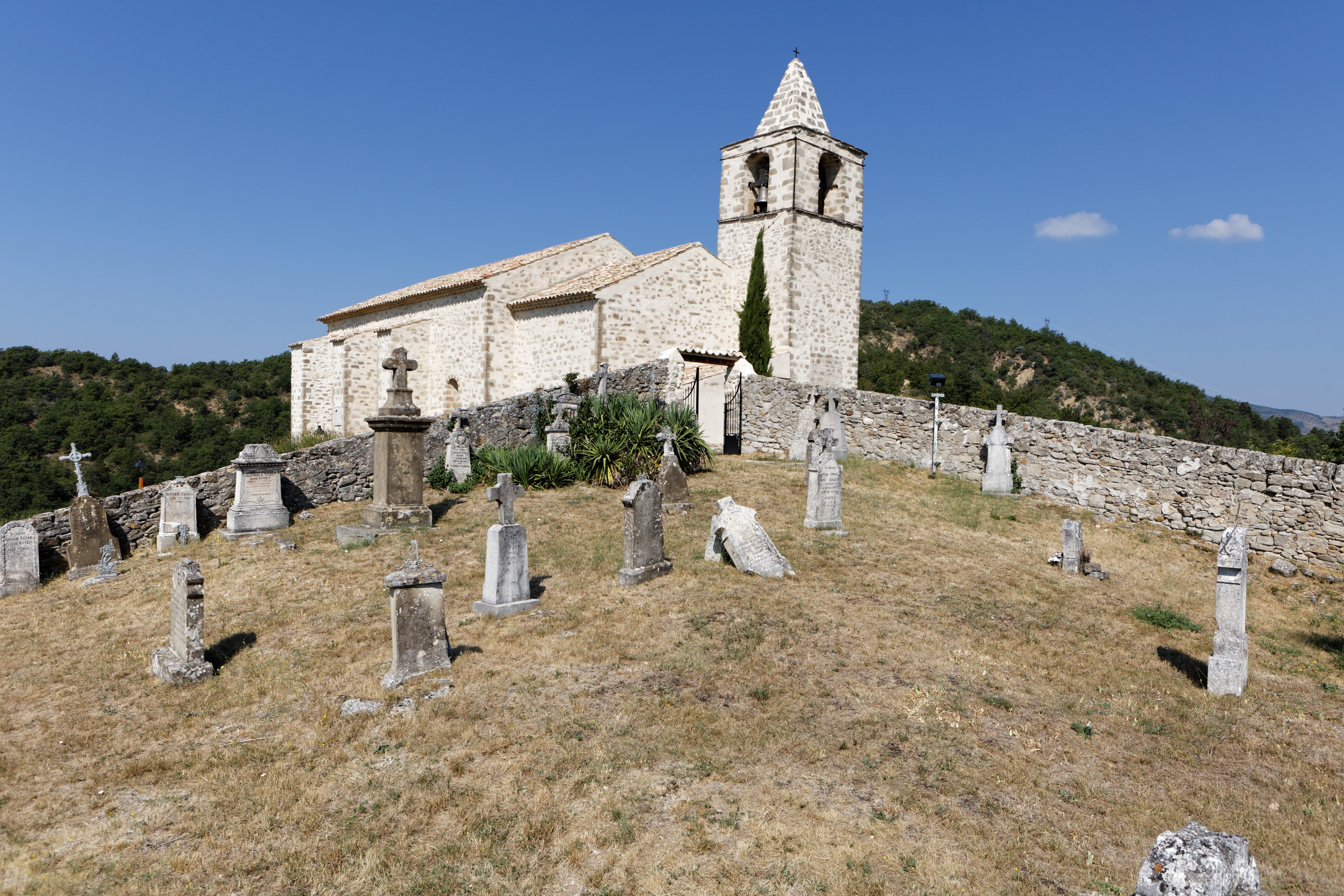
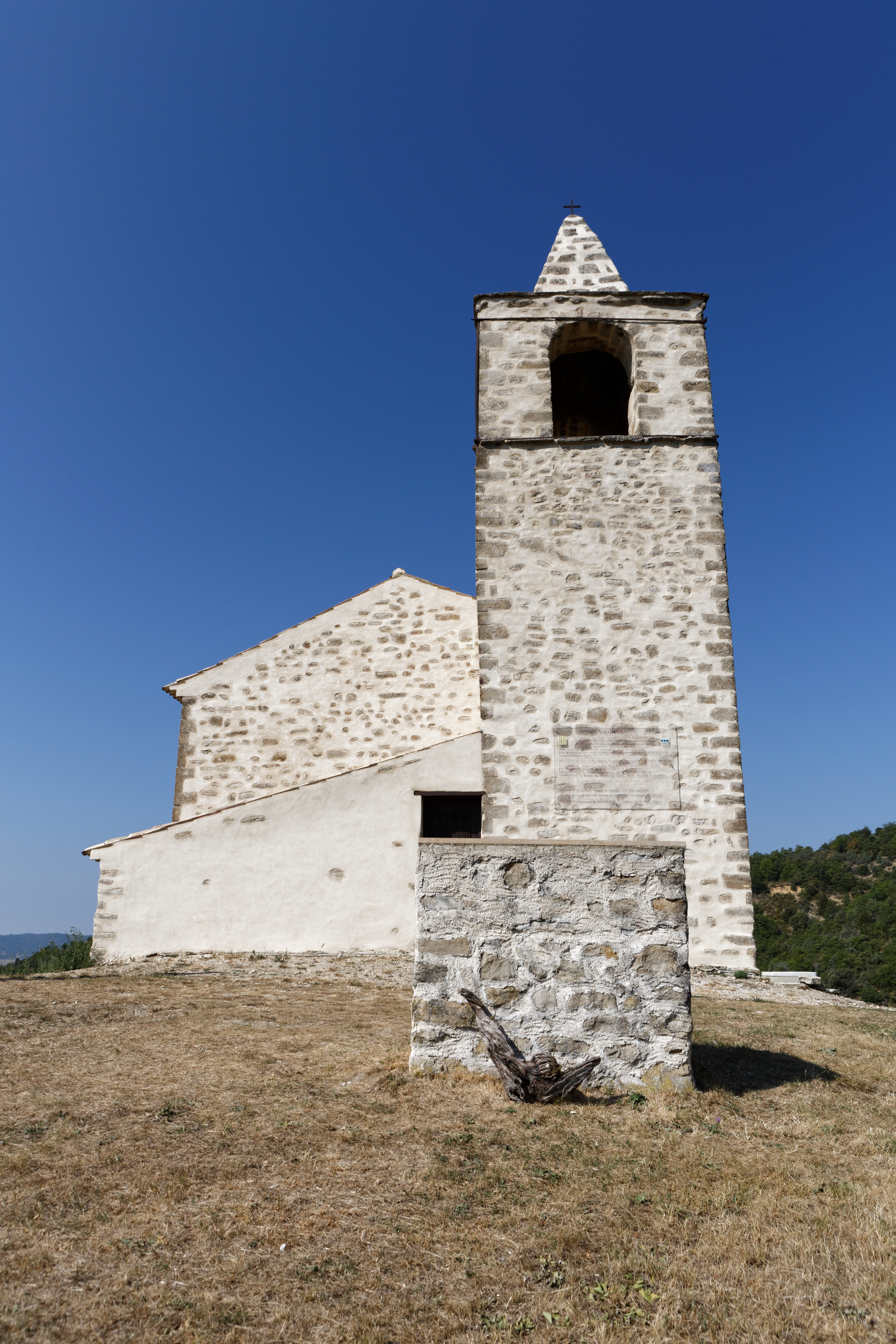
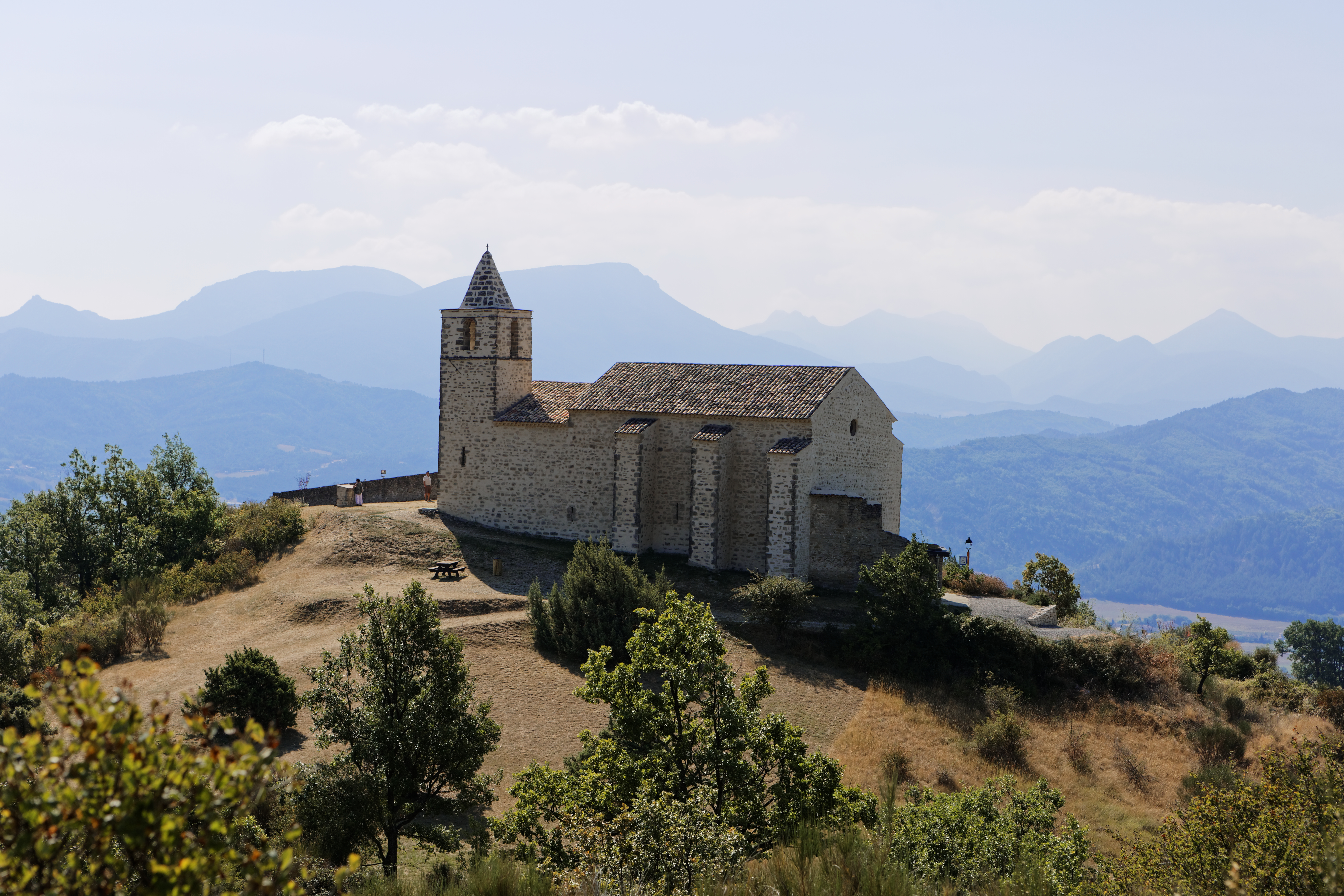

## Objets monuments historiques
L'église contient plusieurs objets classés au titre des monuments historiques :
1. un vase du XIXe[6] ;
2. des fonts baptismaux (cuve baptismale) du XVIe[7] ;
3. un tableau de Vierge à l'Enfant avec un évêque et un clerc et une scène de guérison du XVIIe[8] ;
4. une statue de saint Joseph du XIXe[9] ;
5. un retable du XVIIe[10],[11], d’un style archaïque[12] ;
6. une chape (ornement blanc) du XIXe[13] ;
7. une chasuble, étole et manipule du XIXe[14] ;
8. un voile huméral[15] ;
9. une statue de saint Joseph du XVIIe[16] ;
10. un retable du maître-autel et son tableau (crucifixion) du XVIe[17] ;
11. une croix de procession[18] ;
12. une croix (crucifix) du XVIe[19] ;

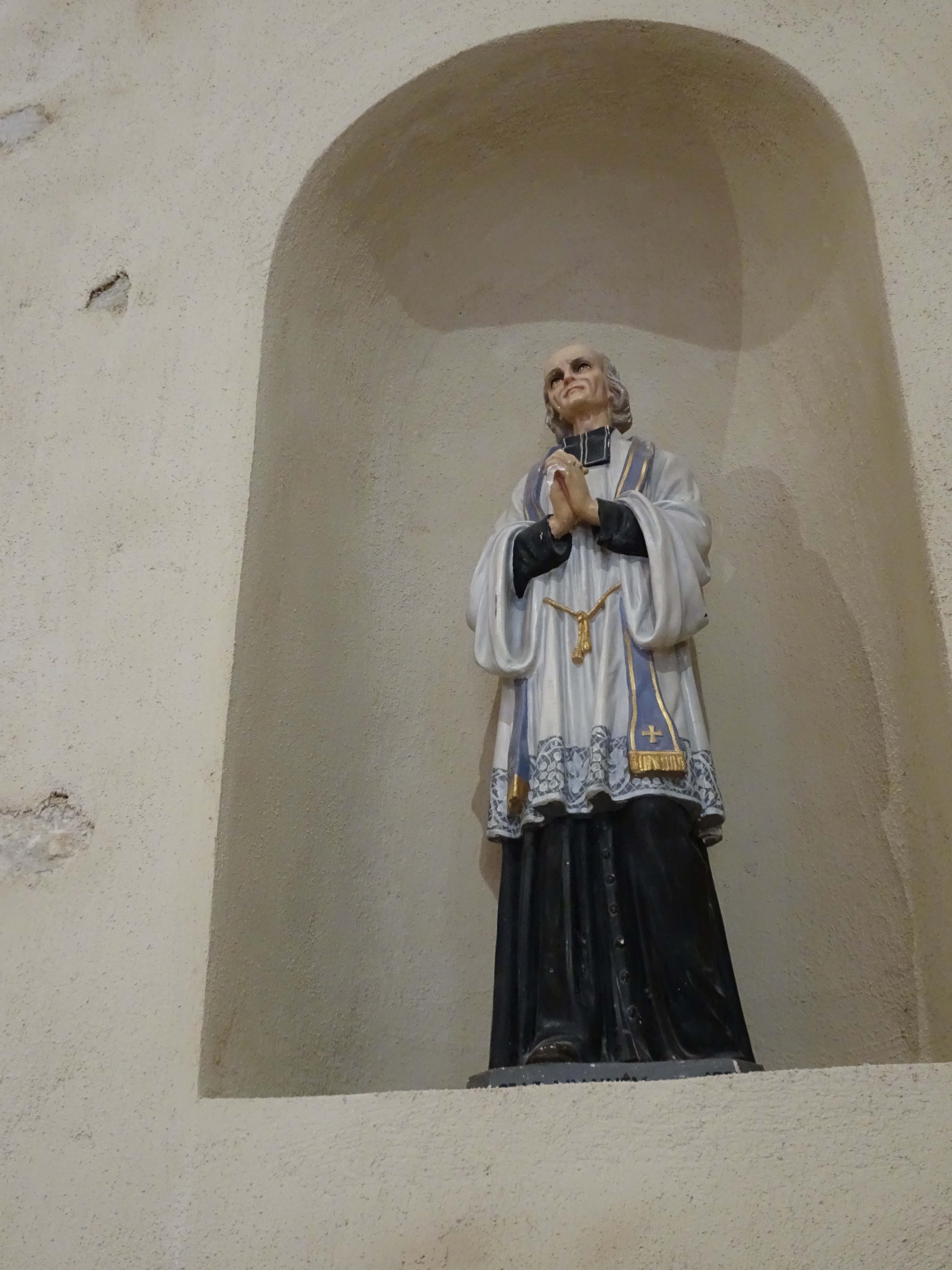
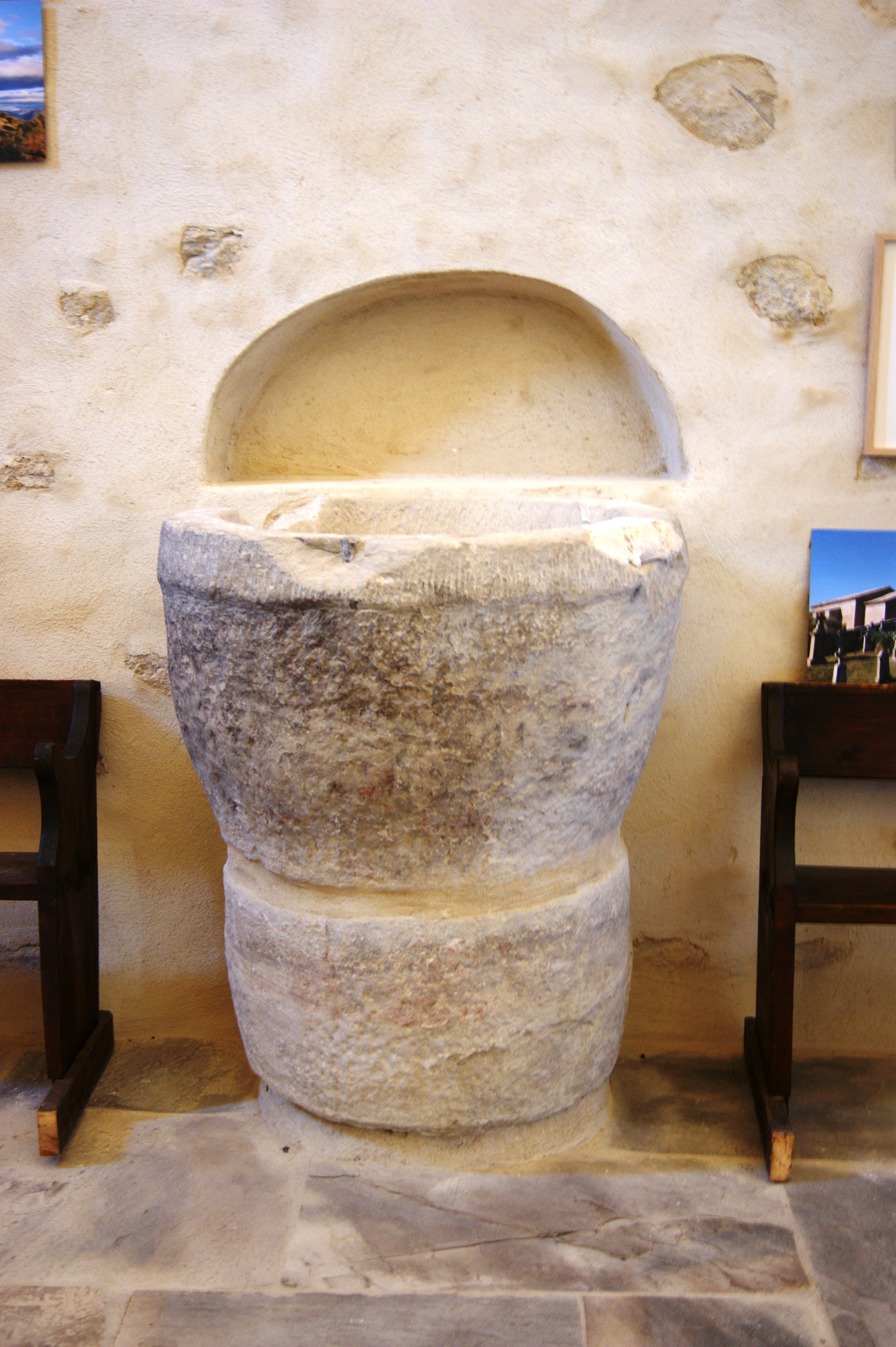
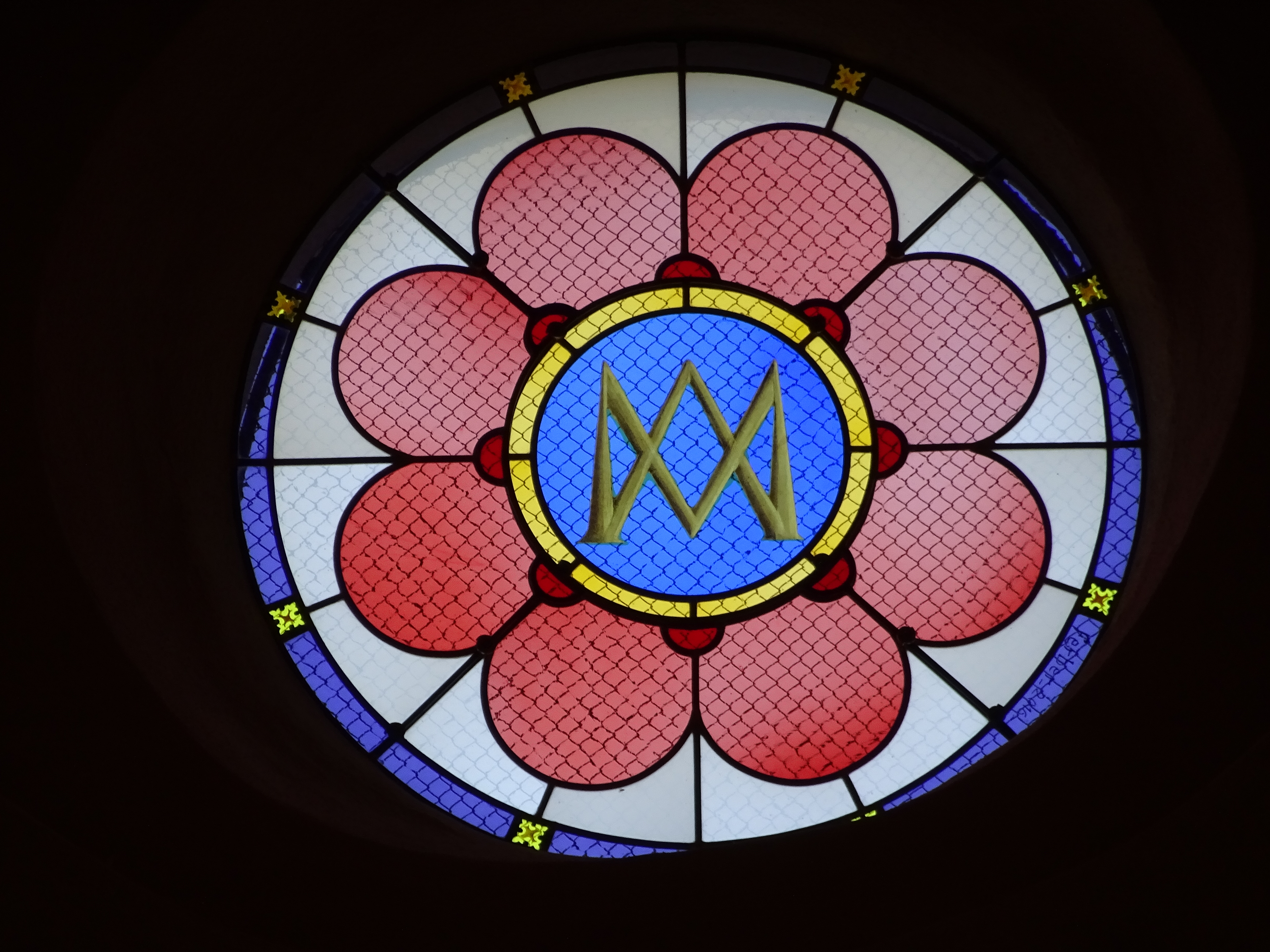
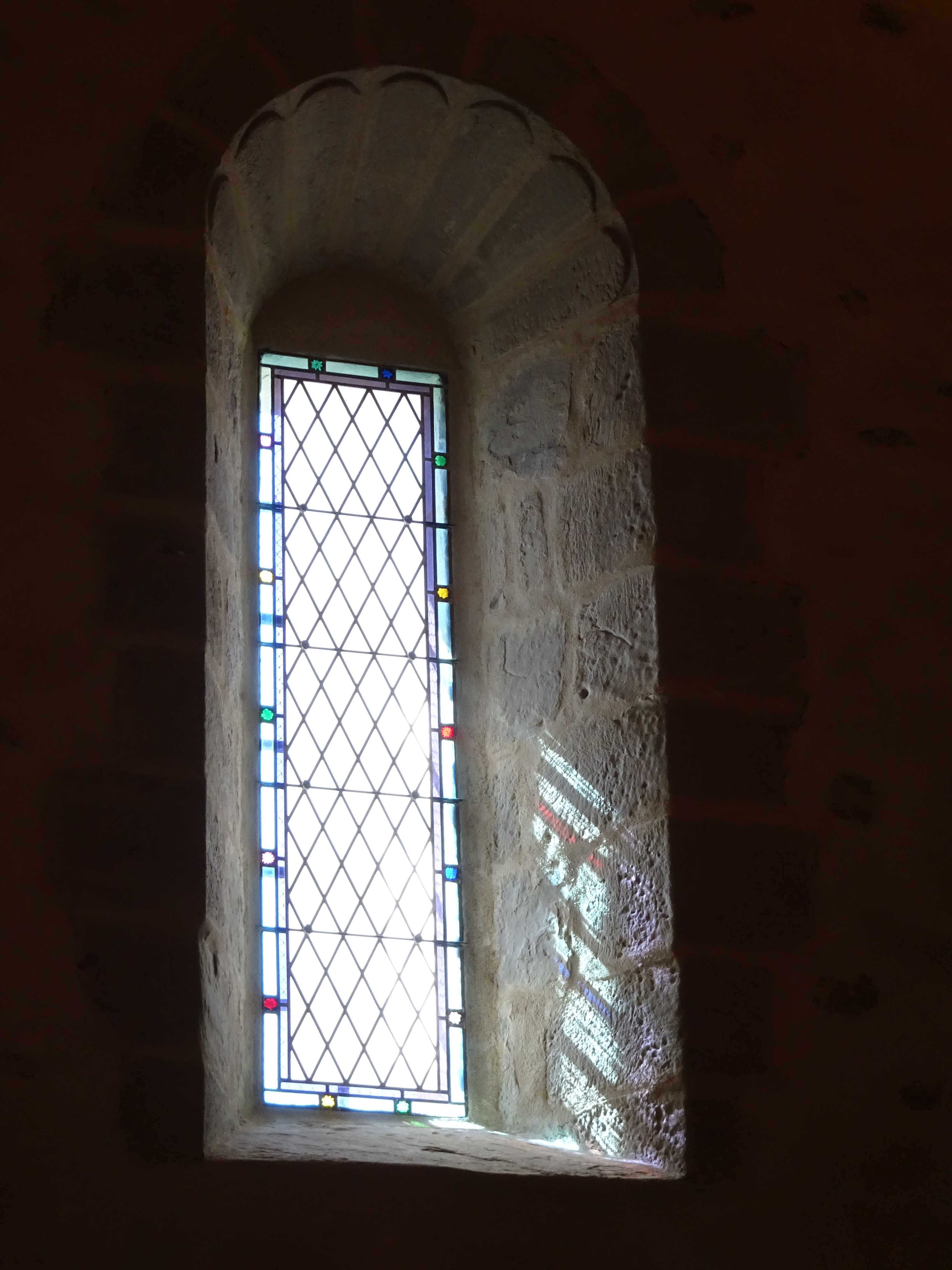
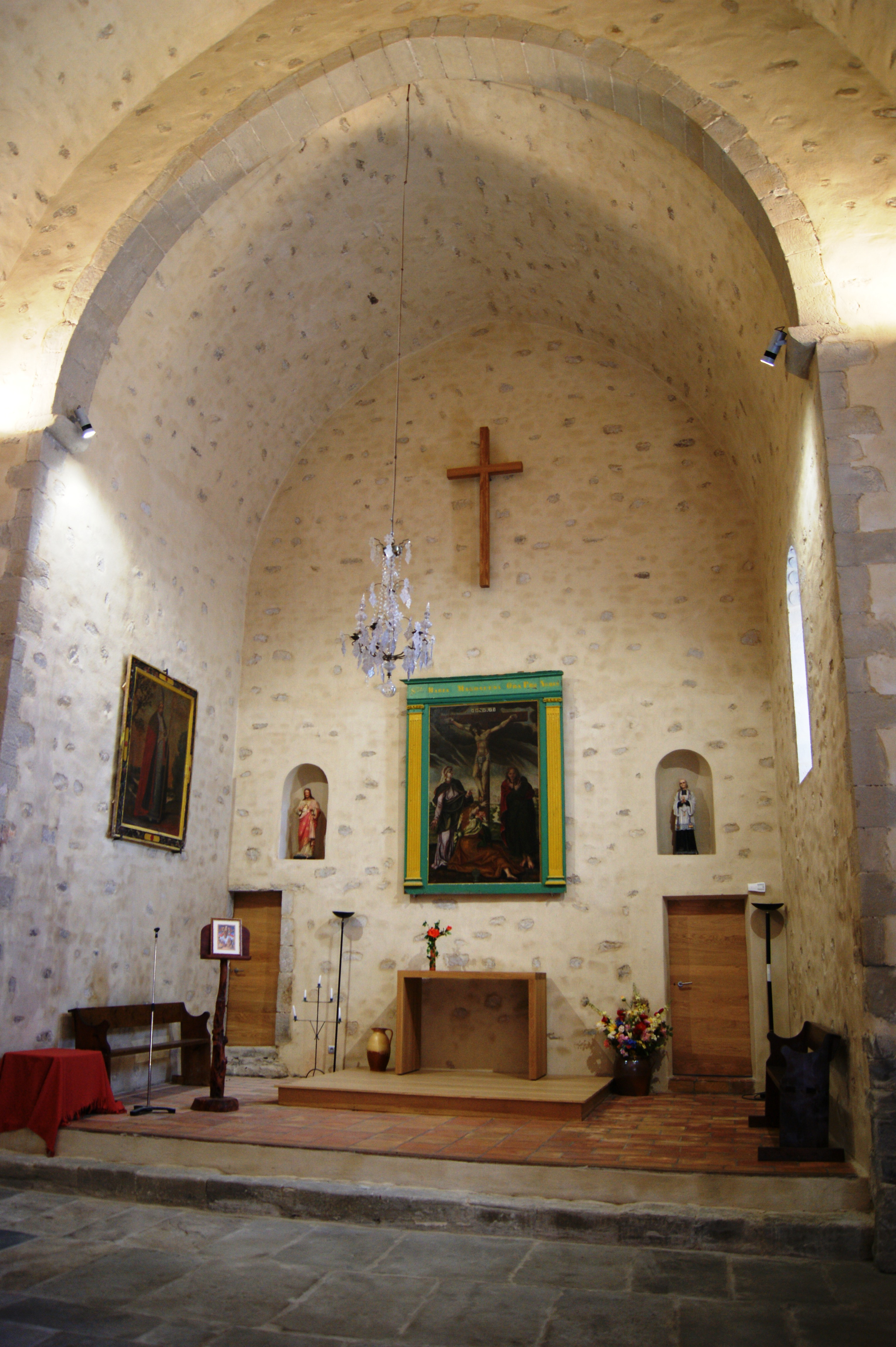

13. une croix (crucifix) du XVIIIe[20] ;
14. un tableau et son cadre (évêque)[21].